# Diecezja La Dorada-Guaduas
Diecezja La Dorada-Guaduas (łac. Dioecesis Aureatensis-Guaduensis, hisz. Diócesis de La Dorada-Guaduas) – rzymskokatolicka diecezja w Kolumbii. Biskupi La Dorada są sufraganami arcybiskupów Manizales.

## Historia
29 marca 1984 mocą decyzji Jana Pawła II, wyrażonej w konstytucji apostolskiej Quod iure Apostolica Sedes, erygowana została diecezja La Dorada-Guaduas. Do tej pory tereny nowego biskupstwa wchodziły w skład archidiecezji Manizales oraz diecezji Barrancabermeja i diecezji Facatativá.

Mapa diecezji

## Biskupi
- Fabio Betancur Tirado (1984 - 1996)
- Oscar Aníbal Salazar Gómez (1999-2019)
- Hency Martínez Vargas (od 2019)

## Bibliografia

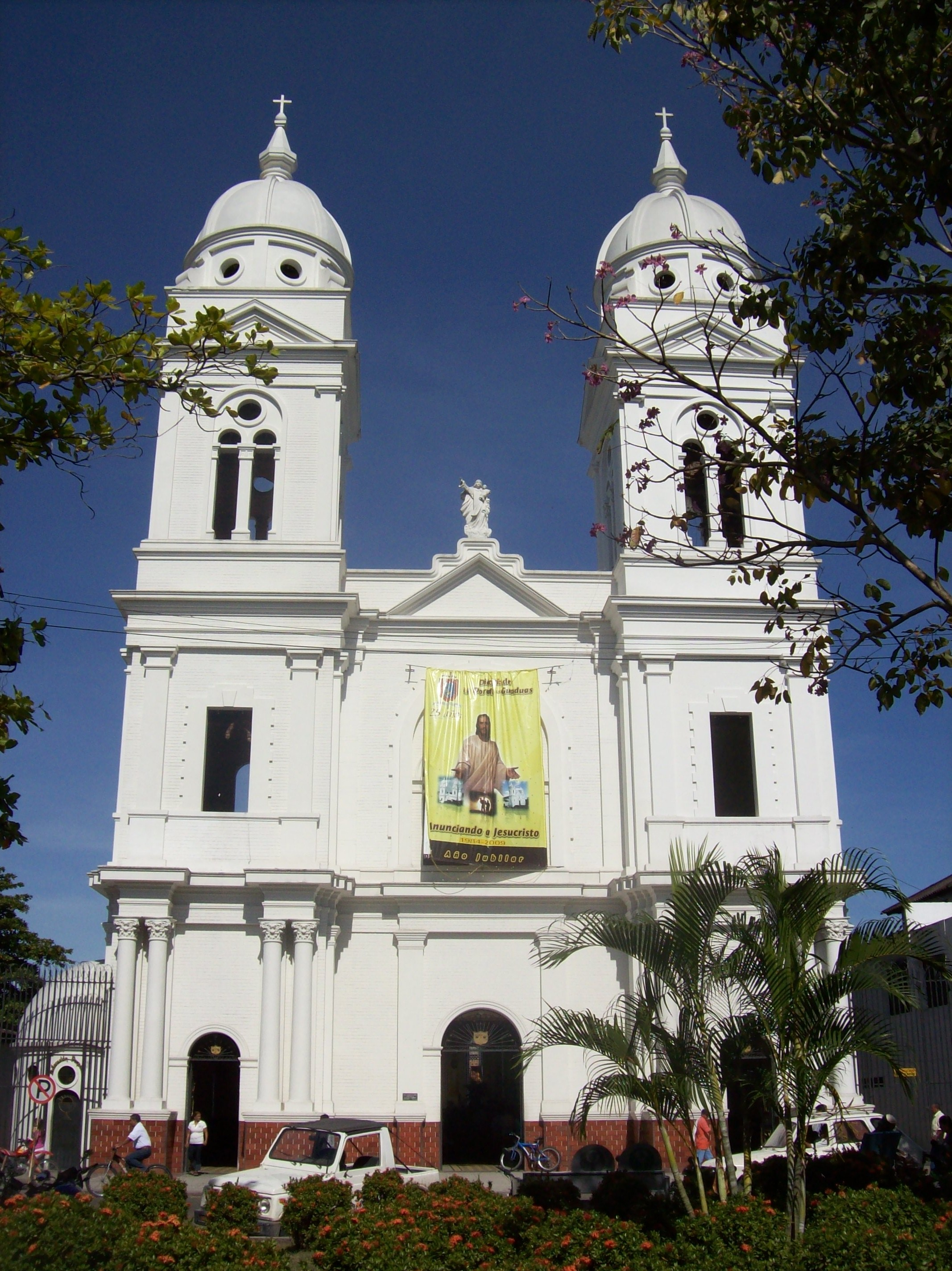
Katedra w La Dorada